# Katharina Trost
Katharina Trost (* 28. Juni 1995 in Freilassing) ist eine ehemalige deutsche Leichtathletin, die auf den Mittelstreckenlauf spezialisiert war.

## Leben
Katharina Trost stammt aus Piding im Landkreis Berchtesgadener Land. Ihre Mutter Eva (geb. Coqui) ist ebenfalls Leichtathletin. Sie belegte bei den Juniorenweltmeisterschaften 1986 in Athen Rang acht über die 800 Meter und stellte 2018 über beide olympischen Mittelstreckedistanzen neue Seniorenweltrekorde auf. Katharina Trost studiert Grundschullehramt und lebt und trainiert in München. Im Frühjahr 2019 schrieb sie den ersten Teil des ersten Staatsexamens.

## Sportliche Karriere
Trost begann im Alter von fünf Jahren mit der Leichtathletik. Mit 15 Jahren begann sie, regelmäßig zu trainieren und fokussierte sich schließlich auf den Mittelstreckenlauf. Ein Jahr später nahm sie erstmals an nationalen U18-Meisterschaften teil und gewann auf Anhieb die Silbermedaille über 800 Meter. 2013 gelangen ihr sowohl in der Halle (800 Meter) als auch outdoor (1500 Meter) Podestplatzierungen bei den deutschen U20-Meisterschaften. Nach neuer persönlicher 800-Meter-Bestleistung von 2:03,59 min und Rang fünf bei den U20-Europameisterschaften in Rieti erhielt sie ein NCAA-Stipendium und studierte die folgenden beiden Jahre in den USA.
Aufgrund von gesundheitlichen Problemen konnte sie ihre Juniorenleistungen vorübergehend nicht verbessern. Erst nach ihrer Rückkehr nach Deutschland gelang ihr 2016 mit Rang vier bei den U23-Meisterschaften ein Comeback. In Folge eines Vereinswechsels steigerte sie ihre Leistungen und gewann 2017 ihren ersten U23-Meistertitel über 1500 Meter sowie in der allgemeinen Klasse Silber mit der Staffel.
2018 gewann sie mit der 800-Meter-Staffel ihren ersten deutschen Meistertitel.
Bei den Deutschen Hallenmeisterschaften 2019 konnte sie über ihre Spezialdistanz erstmals auch einen Einzeltitel erringen. Im Rahmen der Deutschen Meisterschaften im Berliner Olympiastadion wurde der Staffeltitel verteidigt, im Einzel musste sich Trost aber ihrer Vereinskollegin Christina Hering geschlagen geben. Mit einer neuen Bestleistung von 2:00,36 min erfüllte sie Ende August die Norm für die Weltmeisterschaften in Doha. Dort schaffte sie als Zweite ihres Vorlaufs den Einzug ins 800-Meter-Halbfinale, wo sie als bestplatzierte Deutsche ausschied.
2020 startete sie als Deutsche Hallenvizemeisterin über 800 Meter und konnte in der wegen der COVID-19-Pandemie verspätet gestarteten Freiluftsaison auf dieser Distanz bei den Deutschen Meisterschaften Bronze holen.
2021 holte Trost bei den Deutschen Hallenmeisterschaften über 1500 Meter Bronze. Über 800 Meter schied sie bei den Halleneuropameisterschaften in Toruń in der Vorrunde aus. In der Freiluftsaison wurde sie Deutsche Vizemeisterin. Beim 67. Janusz Kusociński Memorial Meeting im polnischen Chorzów konnte Trost ihre persönliche Bestleistung auf 1:58,68 min verbessern und erfüllte mit dieser Zeit die Norm für die Olympischen Spiele in Tokio, wo sie das Halbfinale erreichte.
2022 erreichte Trost bei den Europameisterschaften in München das Finale über die 1500 Meter, wo sie mit 4:06,95 min den 10. Rang belegte.
Im September 2023 beendete Trost ihre Leistungssportkarriere. Zuvor war ihr Antrag auf eine Teilzeitstelle als Lehrerin, trotz erfüllter Olympianorm für Paris 2024, abgelehnt worden.

## Vereinszugehörigkeiten und Trainer
Katharina Trost war anfangs für ihren Heimatverein ASV Piding in der LG Festina Rupertiwinkel aktiv. Im Dezember 2016 wechselte sie zur LG Stadtwerke München in die Trainingsgruppe von Daniel Stoll und Andreas Knauer. Sie ist Mitglied im PSV München.

## Persönliche Bestleistungen
| Distanz       | Zeit        | Ort           | Datum           |
| ------------- | ----------- | ------------- | --------------- |
| 800 Meter     | 1:58,68 min | Chorzów (POL) | 20. Juni 2021   |
| 1000 Meter    | 2:38,04 min | Pliezhausen   | 14. Mai 2021    |
| 1500 Meter    | 4:02,32 min | Chorzów       | 16. Juli 2023   |
| 1 Meile       | 4:29,35 min | Leverkusen    | 16. August 2020 |
| 4 × 400 Meter | 3:34,66 min | Neapel (ITA)  | 13. Juni 2019   |

| Distanz    | Zeit        | Ort           | Datum            |
| ---------- | ----------- | ------------- | ---------------- |
| 800 Meter  | 2:02,34 min | Metz (FRA)    | 12. Februar 2022 |
| 1000 Meter | 2:37,96 min | Glasgow (GBR) | 15. Februar 2020 |
| 1500 Meter | 4:07,99 min | Karlsruhe     | 28. Januar 2022  |

## Erfolge
National
- 2013: 3. Platz Deutsche U20-Hallenmeisterschaften (800 m)
- 2013: Deutsche U20-Vizemeisterin (1500 m)
- 2013: 5. Platz U20-Europameisterschaften (800 m)
- 2017: Deutsche U23-Meisterin (1500 m)
- 2017: 4. Platz Deutsche Meisterschaften (1500 m)
- 2017: Deutsche Vizemeisterin (3 × 800 m Staffel)
- 2018: 4. Platz Deutsche Meisterschaften (800 m)
- 2018: Deutsche Meisterin (3 × 800 m Staffel)
- 2019: Deutsche Hallenmeisterin (800 m)
- 2019: Deutsche Meisterin (3 × 800 m Staffel)
- 2019: Deutsche Vizemeisterin (800 m)
- 2020: Deutsche Hallenvizemeisterin (800 m)
- 2020: 3. Platz Deutsche Meisterschaften (800 m)
- 2021: 3. Platz Deutsche Hallenmeisterschaften (1500 m)
- 2021: Deutsche Vizemeisterin (800 m)

International
- 2019: 17. Platz Weltmeisterschaften (800 m)
- 2021: Teilnahme Halleneuropameisterschaften in Toruń (800 m)
- 2021: 20. Platz Olympische Spiele (800 m)
- 2022: 10. Platz Europameisterschaften in München (1500 m)